# Dynamo Kijów (piłka nożna kobiet)
Dynamo Kijów (ukr. ЖФК «Динамо» Київ) – kobieca sekcja piłki nożnej ukraińskiego klubu sportowego Dynamo Kijów, mający siedzibę w stolicy kraju, mieście Kijów, występujący od sezonu 2022/23 występuje w rozgrywkach ukraińskiej Wyższej ligi.

## Historia
Chronologia nazw:
- 1989: Dynamo Kijów (ukr. ЖФК «Динамо» Київ)
- 1994: klub rozwiązano
- 2020: Dynamo-OKIP Kijów (ukr. ЖФК «Динамо-ОКІП» Київ)
- 2021: Dynamo Kijów (ukr. ЖФК «Динамо» Київ)

Kobieca drużyna piłkarska Dynamo Kijów została założona w Kijowie w 1989. W 1990 klub debiutował w Wysszej Lidze ZSRR, w której zajął najpierw drugie miejsce w 2 grupie, a potem w meczu o 3. miejsce przegrał w serii karnych 3:5 z klubem Tekstilszczyk Ramienskoje. W następnym sezonie klub zajął 9. miejsce w 2 grupie. Również debiutował w rozgrywkach Pucharu ZSRR, ale zajął ostatnie 4. miejsce w grupie już w pierwszym etapie. W 1992 klub debiutował w Wyszczej Lidze Ukrainy, w której zdobył mistrzostwo oraz Puchar Ukrainy. W kolejnym sezonie klub zajął drugie miejsce. W rozgrywkach Pucharu Ukrainy w finale przegrał 1:4 z Areną Kijów. W trzecim sezonie 1994 klub wystąpił, zajmując 4. miejsce. Nowym prezesem klubu został Hryhorij Surkis, który sceptycznie stawił się do piłki nożnej kobiet i po zakończeniu sezonu 1994 rozformował kobiecy klub.
Latem 2020 roku drużyna kobiet została reaktywowana i startowała w Pierwszej Lidze Ukrainy. Wołodymyr Piatenko został mianowany na stanowisko głównego trenera drużyny.

## Barwy klubowe, strój, herb, hymn
|  |  |

Klub ma barwy biało-niebieskie. Piłkarki domowe spotkania zazwyczaj grają w białych koszulkach, białych spodenkach oraz białych getrach.
Godło klubu zostało zaprezentowano 3 lipca 2011. Na niebieskim rombie umieszczona pisana cyrylicą litera D w kolorze białym. Pod literą dodano biały napis "Kijów" w języku ukraińskim. Nad rombem są dwie żółte gwiazdy, oznaczające co 10 mistrzostw za gwiazdę.

## Sukcesy

### Trofea międzynarodowe
Do chwili obecnej klub jeszcze nigdy nie zakwalifikował się do rozgrywek europejskich.

### Trofea krajowe
| \| \| Zdobyte trofea w rozgrywkach Ukrainy (stan na: 31-03-2023) \| |                                                            |      |          |
| Rozgrywki                                                           | Osiągnięcie                                                | Razy | Sezon(y) |
| Mistrzostwo                                                         | I miejsce                                                  | 1    | 1992     |
| Mistrzostwo                                                         | II miejsce                                                 | 1    | 1993     |
| Mistrzostwo                                                         | III miejsce                                                | 0    |          |
| Puchar                                                              | zdobywca                                                   | 1    | 1992     |
| Puchar                                                              | finalista                                                  | 1    | 1993     |
| II liga                                                             | I miejsce                                                  | 1    | 2021/22  |
| II liga                                                             | II miejsce                                                 | 0    |          |
| II liga                                                             | III miejsce                                                | 0    |          |
| Ukraina                                                             | Zdobyte trofea w rozgrywkach Ukrainy (stan na: 31-03-2023) |      |          |

### Inne
- Wysszaja Liga ZSRR:

4. miejsce: 1990

## Poszczególne sezony

### Rozgrywki międzynarodowe

#### Europejskie puchary
Nie uczestniczył w rozgrywkach europejskich.

### Rozgrywki krajowe
| \| Ukraina \| Bilans występów klubu w rozgrywkach piłkarskich Ukrainy (Stan na 31 marca 2023 r.) \| \| |                                                                                    |        |       |    |   |    |    |    |     |                    |        |        |      |
| Poziom                                                                                                 | Rozgrywki                                                                          | Sezony | Mecze | Z  | R | P  | B+ | B– | Pkt | Lata               | Awanse | Spadki | Naj. |
| I | Wyszcza liha                                                                       | 4      |       |    |   |    |    |    |     | 1992–1994, od 2022 | 0      | 0      | 1    |
| II | Persza liha                                                                        | 2      | 25    | 11 | 2 | 12 | 47 | 52 | 25  | 2020–2022          | 1      | 0      | 1    |
| | Puchar Ukrainy                                                                     | 4      |       |    |   |    |    |    |     | 1992–1994, od 2021 | 0      | 0      | 1    |
| Ukraina                                                                                                | Bilans występów klubu w rozgrywkach piłkarskich Ukrainy (Stan na 31 marca 2023 r.) |        |       |    |   |    |    |    |     |                    |        |        |      |

## Piłkarki, trenerzy, prezydenci i właściciele klubu

### Trenerzy
| Lp. | Imię i nazwisko    | Okres urzędowania | Okres urzędowania |
| --- | ------------------ | ----------------- | ----------------- |
| 1.  | Wołodymyr Piatenko | 01.08.2021        | obecnie           |

## Struktura klubu

### Stadion
Drużyna rozgrywa swoje mecze domowe na stadionie „Dynamo” im. Walerego Łobanowskiego, który jest położony w pięknym parku w centrum miasta, blisko brzegów Dniepru i może pomieścić 16 873 widzów (wymiary 105x75).

## Kibice i rywalizacja z innymi klubami

### Derby
- Szachtar Donieck
- Ateks Kijów